# Салмонд, Феликс
Феликс Адриан Норман Салмонд (19 ноября 1888 — 20 февраля 1952) — британский виолончелист и музыкальный педагог, имевший успех как в Великобритании, так и в США.

## Ранние годы
Родился в семье профессиональных музыкантов. Его отец был певцом-баритоном, мать — пианисткой, учившейся у Клары Шуман. В двенадцатилетнем возрасте Салмонд начал учиться у Уильяма Уайтхауса, а четыре года спустя получил стипендию, чтобы продолжить обучение у Уайтхауса в Королевской академии музыки. В девятнадцать лет поступил в Брюссельскую консерваторию, где учился в течение двух лет у Эдуарда Якобса. Его дебютный концерт состоялся в 1908 году, прозвучали трио-фантазия Фрэнка Бриджа и фортепианный квартет соль минор Иоганнеса Брамса: мать Салмонда играла на фортепиано, сам Бридж на альте и Морис Сонс на скрипке. Дебют оказался весьма успешным, Салмонду поступил ряд дальнейших предложений. Он концертировал по Великобритании и играл, в частности, с оркестром Куинс-холла, Лондонским симфоническим оркестром и Оркестром Галле. Совершил также поездку по Америке с квартетом для фортепиано с Гарольдом Бауэром, Брониславом Губерманом и Лайонелом Тертисом.

## Салмонд и Элгар
Начавшаяся Первая мировая война помешала международной карьере Салмонда, но после войны он продолжил укреплять свою репутацию в камерной музыке. В частности, 21 мая 1919 года он участвовал в премьерном исполнении струнного квартета и фортепианного квинтета Эдуарда Элгара в Уигмор-холле. После этого Элгар доверил ему сольную партию в дебютном исполнении его самой личной и дорогой сердцу работы — Концерта для виолончели с оркестром. Премьера 26 октября 1919 года, однако, стала провалом. Предполагалось, что Альберт Коутс будет дирижировать Лондонским симфоническим оркестром на протяжении всего концерта, но для премьеры этого опуса уступит место за пультом автору. Это привело к тому, что репетиция Коутса почти не оставила времени для репетиции Элгара, и плохо отрепетированный концерт получил негативные отзывы критики. Элгар позже говорил, что если бы не прилежная работа Салмонда, он бы вообще снял премьеру из программы.

## Карьера в Америке
29 марта 1922 года состоялся сольный дебют Салмонда в США — в Нью-Йорке в Эолиан-Холле. Он поселился в Америке, хотя он возвращался с гастролями в Англию и Европу. В 1924 году выступил в Карнеги-холле в получившем хорошие отзывы фортепианном трио с пианистом Игнацием Падеревским и скрипачом Ефремом Цимбалистом. Имел широкий вкус в музыке для виолончели, включая работы современных ему композиторов, таких как Сэмюэл Барбер, Эрнест Блох и Джордже Энеску (впервые исполнив две из его композиций). В последний раз приезжал в Англию в 1947 году.
В 1924 году Салмонд начал преподавать в Джульярдской школе, а годом позже возглавил отделение виолончели в Кёртисовском институте музыки, сохранив эту должность до 1942 года. В Америке пользовался хорошей репутацией как педагог; среди его учеников были Орландо Коул, Леонард Роуз и другие известные исполнители.